# 沃茲伯勒 (北卡羅萊納州)
沃茲伯勒（英語：Wadesboro）是一個位於美國北卡羅萊納州安森縣的城鎮。此地同時亦為安森縣的縣治。

## 人口
根據2020年美國人口普查的數據，沃茲伯勒的面積為17.12平方千米，當中陸地面積為17.08平方千米，而水域面積為0.03平方千米。當地共有人口5008人，而人口密度為每平方千米293人。